# Laubierina peregrinator
Laubierina peregrinator is een slakkensoort uit de familie van de Laubierinidae. De wetenschappelijke naam van de soort is voor het eerst geldig gepubliceerd in 1990 door Warén & Bouchet.